# Franklin Corozo
Franklin Corozo (Esmeraldas, Ecuador, 15 de febrero de 1981) es un futbolista ecuatoriano que juega actualmente para el Guayas Fútbol Club de la Segunda Categoría de Ecuador.

## Carrera en clubes

### Emelec
Llevaba la camiseta Emelec un par de veces en su carrera y no anotó en muchas posibilidades. Él solo tenía 9 partidos con Emelec, pero fue un momento importante para su carrera. Fue trasladado a Barcelona en 2006.

### Barcelona
Durante la restricción de Corozo con el club más popular de Ecuador no se le prestó atención, y por lo que tuvo solo una aparinción. Aunque que una aparición con los canarios se pensó que era un buen comienzo, fue vendido a sus archirrivales de Emelec una vez más.

### Azogues
Después que Franklin se unió a Azogues, tuvo un papel importante para ellos. Por primera vez en su carrera Franklin fue titular y fue utilizado con bastante frecuencia. Con solo 42 apariciones y buena defensa que atrajo a muchos y fue un jugador clave para Azogues. Debido a esto Franklin pronto se unió al Deportivo Quito el 1 de enero de 2008.

### Deportivo Quito
Él es un jugador clave importante para el Deportivo Quito. Al instante se convirtió en titular y jugó muchos partidos importantes. Ayudó a su equipo a clasificarse para la Copa Sudamericana de 2008 al entrar en el primer lugar en la Serie A de la primera fase del Ecuador. Durante la Sudamericana, ayudó a su equipo a eliminar a Universitario de Perú debido a una defensa sólida. Como se levantaron su siguiente rival fue San Luis de México. Aunque su equipo jugó un excelente partido en México, perdieron 4-5. Él tuvo éxito en ganar la liga ecuatoriana de 2008.

## Selección nacional

### Categorías inferiores
Corozo jugó en el Campeonato Mundial Juvenil de la FIFA 2001 en Argentina, junto con compatriotas notables como Franklin Salas, Segundo Castillo y Félix Borja. Fue convocado en diciembre de 2008 para jugar en un torneo amistoso cuadrangular en Omán.

#### Participaciones en Copas del Mundo
| Campeonato                  | Sede      | Resultado        | Partidos | Goles |
| --------------------------- | --------- | ---------------- | -------- | ----- |
| Copa Mundial Sub-20 de 2001 | Argentina | Octavos de final | 4        | 0     |

## Palmarés

### Campeonatos nacionales
| Título              | Club            | País    | Año  |
| ------------------- | --------------- | ------- | ---- |
| Campeonato Nacional | Deportivo Quito | Ecuador | 2009 |